# باتريس ماركيه
باتريس ماركيه (بالفرنسية: Patrice Marquet)‏ هو لاعب كرة قدم فرنسي في مركز الوسط، ولد في 23 أكتوبر 1966 في مارسيليا في فرنسا. لعب مع باريس سان جيرمان وجيروندان بوردو ونادي باستيا ونادي تولون ونادي غويونيون ونادي كان ونادي لانس ونادي لوهافر.

## وصلات خارجية
- باتريس ماركيه على موقع قاعدة بيانات كرة القدم.إي يو (الإنجليزية)